# Cálculo fraccional de conjuntos
El cálculo fraccional de conjuntos (Fractional Calculus of Sets (FCS)), mencionado por primera vez en el artículo titulado "Sets of Fractional Operators and Numerical Estimation of the Order of Convergence of a Family of Fractional Fixed-Point Methods", es una metodología derivada del cálculo fraccional. El concepto principal detrás del FCS es la caracterización de los elementos del cálculo fraccional utilizando conjuntos debido a la gran cantidad de operadores fraccionales disponibles. Esta metodología se originó a partir del desarrollo del método de Newton-Raphson fraccional  y trabajos relacionados posteriores.

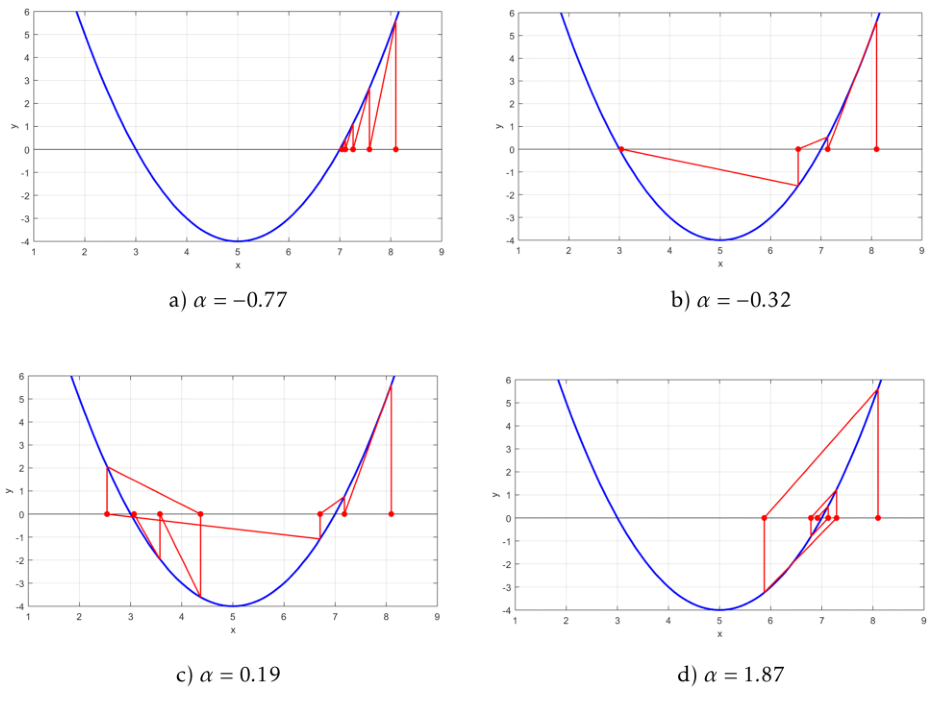
Ilustración de algunas líneas generadas por el método de Newton–Raphson fraccional para la misma condición inicial pero con diferentes órdenes del operador fraccional implementado. Fuente: [https://www.sciencedirect.com/science/article/abs/pii/S0096300322003058?via%3Dihub Applied Mathematics and Computation

## ConjuntoOx,αn(h){\displaystyle O_{x,\alpha }^{n}(h)}de operadores fraccionales
El cálculo fraccional, una rama de las matemáticas que trata con derivadas de orden no entero, surgió casi simultáneamente con el cálculo tradicional. Esta emergencia fue en parte debido a la notación de Leibniz para derivadas de orden entero: {\displaystyle {\frac {d^{n}}{dx^{n}}}}. Gracias a esta notación, L'Hopital pudo preguntar en una carta a Leibniz sobre la interpretación de tomar {\displaystyle n={\frac {1}{2}}} en una derivada. En ese momento, Leibniz no pudo proporcionar una interpretación física o geométrica para esta pregunta, por lo que simplemente respondió a L'Hopital en una carta que «... es una aparente paradoja de la cual, algún día, se derivarán consecuencias útiles».
El nombre «cálculo fraccional» se origina a partir de una pregunta histórica, ya que esta rama del análisis matemático estudia derivadas e integrales de un cierto orden {\displaystyle \alpha \in \mathbb {R} }. Actualmente, el cálculo fraccional carece de una definición unificada de lo que constituye una derivada fraccional. En consecuencia, cuando no es necesario especificar explícitamente la forma de una derivada fraccional, típicamente se denota de la siguiente manera:
Los operadores fraccionales tienen varias representaciones, pero una de sus propiedades fundamentales es que recuperan los resultados del cálculo tradicional a medida que {\displaystyle \alpha \to n}. Considerando una función escalar {\displaystyle h:\mathbb {R} ^{m}\to \mathbb {R} } y la base canónica de {\displaystyle \mathbb {R} ^{m}} denotada por {\displaystyle \{{\hat {e}}_{k}\}_{k\geq 1}}, el siguiente operador fraccional de orden {\displaystyle \alpha } se define utilizando notación de Einstein:
Denotando {\displaystyle \partial _{k}^{n}} como la derivada parcial de orden {\displaystyle n} con respecto al componente {\displaystyle k}-ésimo del vector {\displaystyle x}, se define el siguiente conjunto de operadores fraccionales:
{\displaystyle O_{x,\alpha }^{n}(h):=\left\{o_{x}^{\alpha }:\exists o_{k}^{\alpha }h(x){\text{ y }}\lim _{\alpha \to n}o_{k}^{\alpha }h(x)=\partial _{k}^{n}h(x)\ \forall k\geq 1\right\},}
cuyo complemento es:
{\displaystyle O_{x,\alpha }^{n,c}(h):=\left\{o_{x}^{\alpha }:\exists o_{k}^{\alpha }h(x)\ \forall k\geq 1{\text{ y }}\lim _{\alpha \to n}o_{k}^{\alpha }h(x)\neq \partial _{k}^{n}h(x){\text{ para al menos un }}k\geq 1\right\}.}
Como consecuencia, se define el siguiente conjunto:

### Extensión a funciones vectoriales
Para una función {\displaystyle h:\Omega \subset \mathbb {R} ^{m}\to \mathbb {R} ^{m}}, el conjunto se define como:
donde {\displaystyle [h]_{k}:\Omega \subset \mathbb {R} ^{m}\to \mathbb {R} } denota el {\displaystyle k}-ésimo componente de la función {\displaystyle h}.

## ConjuntomMOx,α∞,u(h){\displaystyle {}_{m}MO_{x,\alpha }^{\infty ,u}(h)}de operadores fraccionales
El conjunto de operadores fraccionales considerando órdenes infinitos se define como:
donde bajo el producto de Hadamard  clásico se tiene que:

### Operadores matriciales fraccionales
Para cada operador {\displaystyle o_{x}^{\alpha }}, el operador matricial fraccional se define como:
y para cada operador {\displaystyle o_{x}^{\alpha }\in {}_{m}MO_{x,\alpha }^{\infty ,u}(h)}, se puede definir la siguiente matriz, correspondiente a una generalización de la matriz Jacobiana:
donde {\displaystyle A_{\alpha }(h):=\left([A_{\alpha }(h)]_{jk}\right)=\left([h]_{k}\right)}.

## Producto de Hadamard modificado
Considerando que, en general, {\displaystyle o_{x}^{p\alpha }\circ o_{x}^{q\alpha }\neq o_{x}^{(p+q)\alpha }}, se define el siguiente producto de Hadamard modificado:
{\displaystyle o_{i,x}^{p\alpha }\circ o_{j,x}^{q\alpha }:=\left\{{\begin{array}{cl}o_{i,x}^{p\alpha }\circ o_{j,x}^{q\alpha },&{\text{si }}i\neq j\ ({\text{producto de Hadamard tipo horizontal}})\\o_{i,x}^{(p+q)\alpha },&{\text{si }}i=j\ ({\text{producto de Hadamard tipo vertical}})\end{array}}\right.,}
con el cual se obtiene el siguiente teorema:

### Teorema: grupo abeliano de operadores matriciales fraccionales
Sea {\displaystyle o_{x}^{\alpha }} un operador fraccional tal que {\displaystyle o_{x}^{\alpha }\in {}_{m}MO_{x,\alpha }^{\infty ,u}(h)}. Considerando el producto de Hadamard modificado, se define el siguiente conjunto de operadores matriciales fraccionales:
{\displaystyle {\begin{array}{c}{}_{m}G(A_{\alpha }(o_{x}^{\alpha })):=\left\{A_{\alpha }^{\circ r}=A_{\alpha }(o_{x}^{r\alpha }):r\in \mathbb {Z} \ {\text{ y }}\ A_{\alpha }^{\circ r}=\left([A_{\alpha }^{\circ r}]_{jk}\right):=\left(o_{k}^{r\alpha }\right)\right\},\end{array}}\quad (1)}
que corresponde al grupo Abeliano  generado por el operador {\displaystyle A_{\alpha }(o_{x}^{\alpha })}.

#### Demostración
Dado que el conjunto en la ecuación (1) se define aplicando solo el producto de Hadamard tipo vertical entre sus elementos, para todos {\displaystyle A_{\alpha }^{\circ p},A_{\alpha }^{\circ q}\in {}_{m}G(A_{\alpha }(o_{x}^{\alpha }))} se tiene que:
{\displaystyle A_{\alpha }^{\circ p}\circ A_{\alpha }^{\circ q}=\left([A_{\alpha }^{\circ p}]_{jk}\right)\circ \left([A_{\alpha }^{\circ q}]_{jk}\right)=\left(o_{k}^{(p+q)\alpha }\right)=\left([A_{\alpha }^{\circ (p+q)}]_{jk}\right)=A_{\alpha }^{\circ (p+q)},}
con lo cual es posible demostrar que el conjunto (1) satisface las siguientes propiedades de un grupo Abeliano:
{\displaystyle \left\{{\begin{array}{l}\forall A_{\alpha }^{\circ p},A_{\alpha }^{\circ q},A_{\alpha }^{\circ r}\in {}_{m}G(A_{\alpha }(o_{x}^{\alpha })),\ \left(A_{\alpha }^{\circ p}\circ A_{\alpha }^{\circ q}\right)\circ A_{\alpha }^{\circ r}=A_{\alpha }^{\circ p}\circ \left(A_{\alpha }^{\circ q}\circ A_{\alpha }^{\circ r}\right)\\\exists A_{\alpha }^{\circ 0}\in {}_{m}G(A_{\alpha }(o_{x}^{\alpha }))\ {\text{tal que}}\ \forall A_{\alpha }^{\circ p}\in {}_{m}G(A_{\alpha }(o_{x}^{\alpha })),\ A_{\alpha }^{\circ 0}\circ A_{\alpha }^{\circ p}=A_{\alpha }^{\circ p}\\\forall A_{\alpha }^{\circ p}\in {}_{m}G(A_{\alpha }(o_{x}^{\alpha })),\ \exists A_{\alpha }^{\circ -p}\in {}_{m}G(A_{\alpha }(o_{x}^{\alpha }))\ {\text{tal que}}\ A_{\alpha }^{\circ p}\circ A_{\alpha }^{\circ -p}=A_{\alpha }^{\circ 0}\\\forall A_{\alpha }^{\circ p},A_{\alpha }^{\circ q}\in {}_{m}G(A_{\alpha }(o_{x}^{\alpha })),\ A_{\alpha }^{\circ p}\circ A_{\alpha }^{\circ q}=A_{\alpha }^{\circ q}\circ A_{\alpha }^{\circ p}\end{array}}\right..}

## ConjuntomSx,αn,γ(h){\displaystyle {}_{m}S_{x,\alpha }^{n,\gamma }(h)}de operadores fraccionales
Sea {\displaystyle \mathbb {N} _{0}} el conjunto {\displaystyle \mathbb {N} \cup \{0\}}. Si {\displaystyle \gamma \in \mathbb {N} _{0}^{m}} y {\displaystyle x\in \mathbb {R} ^{m}}, entonces es posible definir la siguiente notación multi-índice:
{\displaystyle \left\{{\begin{array}{c}{\begin{array}{ccc}\displaystyle \gamma !:=\prod _{k=1}^{m}[\gamma ]_{k}!,&|\gamma |:=\displaystyle \sum _{k=1}^{m}[\gamma ]_{k},&\displaystyle x^{\gamma }:=\prod _{k=1}^{m}[x]_{k}^{[\gamma ]_{k}}\end{array}}\\\displaystyle {\frac {\partial ^{\gamma }}{\partial x^{\gamma }}}:={\frac {\partial ^{[\gamma ]_{1}}}{\partial [x]_{1}}}{\frac {\partial ^{[\gamma ]_{2}}}{\partial [x]_{2}}}\cdots {\frac {\partial ^{[\gamma ]_{m}}}{\partial [x]_{m}}}\end{array}}\right..}
Entonces, considerando una función {\displaystyle h:\Omega \subset \mathbb {R} ^{m}\to \mathbb {R} } y el operador fraccional:
{\displaystyle s_{x}^{\alpha \gamma }\left(o_{x}^{\alpha }\right):=o_{1}^{\alpha [\gamma ]_{1}}o_{2}^{\alpha [\gamma ]_{2}}\cdots o_{m}^{\alpha [\gamma ]_{m}},}
se define el siguiente conjunto de operadores fraccionales:
{\displaystyle S_{x,\alpha }^{n,\gamma }(h):=\left\{s_{x}^{\alpha \gamma }=s_{x}^{\alpha \gamma }\left(o_{x}^{\alpha }\right)\ :\ \exists s_{x}^{\alpha \gamma }h(x)\ {\text{ con }}\ o_{x}^{\alpha }\in O_{x,\alpha }^{s}(h)\ \forall s\leq n^{2}\ {\text{ y }}\ \lim _{\alpha \to k}s_{x}^{\alpha \gamma }h(x)={\frac {\partial ^{k\gamma }}{\partial x^{k\gamma }}}h(x)\ \forall \alpha ,|\gamma |\leq n\right\}.}
De donde se obtienen los siguientes resultados:
{\displaystyle {\text{Si }}s_{x}^{\alpha \gamma }\in S_{x,\alpha }^{n,\gamma }(h)\ \Rightarrow \ \left\{{\begin{array}{l}\displaystyle \lim _{\alpha \to 0}s_{x}^{\alpha \gamma }h(x)=o_{1}^{0}o_{2}^{0}\cdots o_{m}^{0}h(x)=h(x)\\\displaystyle \lim _{\alpha \to 1}s_{x}^{\alpha \gamma }h(x)=o_{1}^{[\gamma ]_{1}}o_{2}^{[\gamma ]_{2}}\cdots o_{m}^{[\gamma ]_{m}}h(x)={\frac {\partial ^{\gamma }}{\partial x^{\gamma }}}h(x)\ \forall |\gamma |\leq n\\\displaystyle \lim _{\alpha \to q}s_{x}^{\alpha \gamma }h(x)=o_{1}^{q[\gamma ]_{1}}o_{2}^{q[\gamma ]_{2}}\cdots o_{m}^{q[\gamma ]_{m}}h(x)={\frac {\partial ^{q\gamma }}{\partial x^{q\gamma }}}h(x)\ \forall q|\gamma |\leq qn\\\displaystyle \lim _{\alpha \to n}s_{x}^{\alpha \gamma }h(x)=o_{1}^{n[\gamma ]_{1}}o_{2}^{n[\gamma ]_{2}}\cdots o_{m}^{n[\gamma ]_{m}}h(x)={\frac {\partial ^{n\gamma }}{\partial x^{n\gamma }}}h(x)\ \forall n|\gamma |\leq n^{2}\end{array}}\right..}
Como consecuencia, considerando una función {\displaystyle h:\Omega \subset \mathbb {R} ^{m}\to \mathbb {R} ^{m}}, se define el siguiente conjunto de operadores fraccionales:
{\displaystyle {}_{m}S_{x,\alpha }^{n,\gamma }(h):=\left\{s_{x}^{\alpha \gamma }\ :\ s_{x}^{\alpha \gamma }\in S_{x,\alpha }^{n,\gamma }\left([h]_{k}\right)\ \forall k\leq m\right\}.}

## ConjuntomTx,α∞,γ(a,h){\displaystyle {}_{m}T_{x,\alpha }^{\infty ,\gamma }(a,h)}de operadores fraccionales
Considerando una función {\displaystyle h:\Omega \subset \mathbb {R} ^{m}\to \mathbb {R} ^{m}} y el siguiente conjunto de operadores fraccionales:
{\displaystyle {}_{m}S_{x,\alpha }^{\infty ,\gamma }(h):=\lim _{n\to \infty }{}_{m}S_{x,\alpha }^{n,\gamma }(h).}
Entonces, tomando una bola {\displaystyle B(a;\delta )\subset \Omega }, es posible definir el siguiente conjunto de operadores fraccionales:
{\displaystyle {}_{m}T_{x,\alpha }^{\infty ,\gamma }(a,h):=\left\{t_{x}^{\alpha ,\infty }=t_{x}^{\alpha ,\infty }\left(s_{x}^{\alpha \gamma }\right)\ :\ s_{x}^{\alpha \gamma }\in {}_{m}S_{x,\alpha }^{\infty ,\gamma }(h)\ {\text{ y }}\ t_{x}^{\alpha ,\infty }h(x):=\sum _{|\gamma |=0}^{\infty }{\frac {1}{\gamma !}}{\hat {e}}_{j}s_{x}^{\alpha \gamma }[h]_{j}(a)(x-a)^{\gamma }\right\},}
el cual permite generalizar la expansión en serie de Taylor de una función vectorial en notación multi-índice. Como consecuencia, es posible obtener el siguiente resultado:
{\displaystyle {\text{Si }}t_{x}^{\alpha ,\infty }\in {}_{m}T_{x,\alpha }^{\infty ,\gamma }(a,h)\Rightarrow \left\{{\begin{array}{rl}t_{x}^{\alpha ,\infty }h(x)=&\displaystyle {\hat {e}}_{j}[h]_{j}(a)+\sum _{|\gamma |=1}{\frac {1}{\gamma !}}{\hat {e}}_{j}s_{x}^{\alpha \gamma }[h]_{j}(a)(x-a)^{\gamma }+\sum _{|\gamma |=2}^{\infty }{\frac {1}{\gamma !}}{\hat {e}}_{j}s_{x}^{\alpha \gamma }[h]_{j}(a)(x-a)^{\gamma }\\=&\displaystyle h(a)+\sum _{k=1}^{n}{\hat {e}}_{j}o_{k}^{\alpha }[h]_{j}(a)\left[(x-a)\right]_{k}+\sum _{|\gamma |=2}^{\infty }{\frac {1}{\gamma !}}{\hat {e}}_{j}s_{x}^{\alpha \gamma }[h]_{j}(a)(x-a)^{\gamma }\end{array}}\right..}

## Método de Newton-Raphson fraccional
Sea {\displaystyle f:\Omega \subset \mathbb {R} ^{m}\to \mathbb {R} ^{m}} una función con un punto {\displaystyle \xi \in \Omega } tal que {\displaystyle \|f(\xi )\|=0}. Entonces, para algún {\displaystyle x_{i}\in B(\xi ;\delta )\subset \Omega } y un operador fraccional {\displaystyle t_{x}^{\alpha ,\infty }\in {}_{m}T_{x,\alpha }^{\infty ,\gamma }(x_{i},f)}, es posible definir un tipo de aproximación lineal de la función {\displaystyle f} alrededor de {\displaystyle x_{i}} de la siguiente manera:
{\displaystyle t_{x}^{\alpha ,\infty }f(x)\approx f(x_{i})+\sum _{k=1}^{m}{\hat {e}}_{j}o_{k}^{\alpha }[f]_{j}(x_{i})\left[(x-x_{i})\right]_{k},}
lo cual se puede expresar de forma más compacta como:
{\displaystyle t_{x}^{\alpha ,\infty }f(x)\approx f(x_{i})+\left(o_{k}^{\alpha }[f]_{j}(x_{i})\right)(x-x_{i}),}
donde {\displaystyle \left(o_{k}^{\alpha }[f]_{j}(x_{i})\right)} denota una matriz cuadrada. Por otro lado, si {\displaystyle x\to \xi } y dado que {\displaystyle \|f(\xi )\|=0}, se infiere lo siguiente:
{\displaystyle 0\approx f(x_{i})+\left(o_{k}^{\alpha }[f]_{j}(x_{i})\right)(\xi -x_{i})\quad \Rightarrow \quad \xi \approx x_{i}-\left(o_{k}^{\alpha }[f]_{j}(x_{i})\right)^{-1}f(x_{i}).}
Como consecuencia, definiendo la matriz:
{\displaystyle A_{f,\alpha }(x)=\left([A_{f,\alpha }]_{jk}(x)\right):=\left(o_{k}^{\alpha }[f]_{j}(x)\right)^{-1},}
es posible definir el siguiente método iterativo fraccional:
{\displaystyle x_{i+1}:=\Phi (\alpha ,x_{i})=x_{i}-A_{f,\alpha }(x_{i})f(x_{i}),\quad i=0,1,2,\cdots ,}
que corresponde al caso más general del método de Newton-Raphson fraccional. 

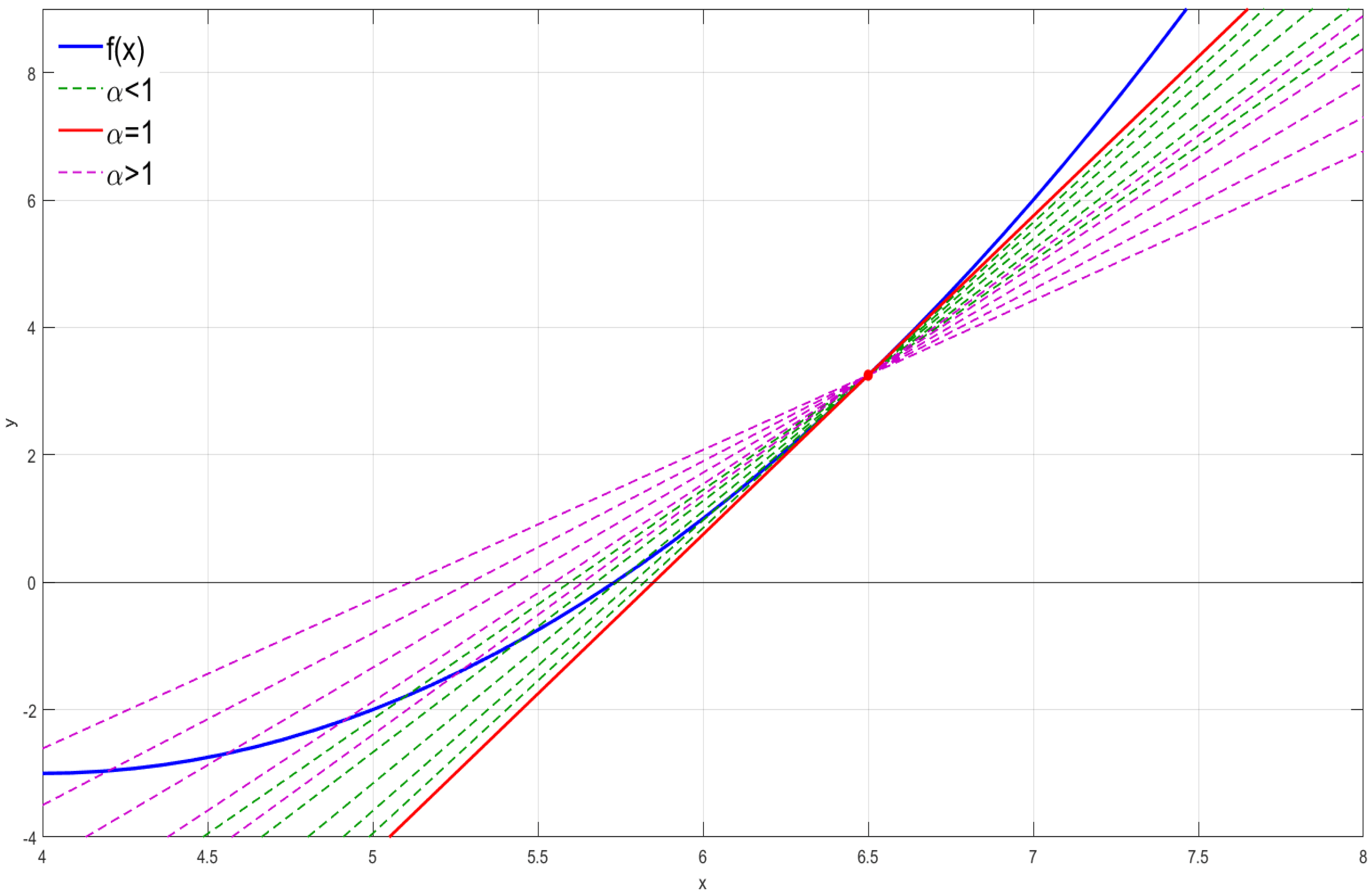
Ilustración de algunas líneas generadas por el método de Newton–Raphson fraccional para la misma condición inicial pero con diferentes órdenes del operador fraccional implementado. El método de Newton–Raphson fraccional generalmente genera líneas que no son tangentes a la función cuyas raíces se buscan, a diferencia del método clásico de Newton–Raphson. Fuente: [https://www.mdpi.com/2504-3110/5/4/240 MDPI

El uso de operadores fraccionales en métodos de punto fijo ha sido ampliamente estudiado y citado en diversas fuentes académicas. Ejemplos de esto se pueden encontrar en varios artículos publicados en revistas de renombre, como los que aparecen en ScienceDirect, Springer, World Scientific, y MDPI, 
,, 
. También se incluyen estudios de Taylor & Francis (Tandfonline) 
, Cubo 
, Revista Mexicana de Ciencias Agrícolas, Journal of Research and Creativity, MQR 
, y Актуальные вопросы науки и техники. Estos trabajos destacan la relevancia y aplicabilidad de los operadores fraccionales en la resolución de problemas.